# Selección femenina de baloncesto de Rumania

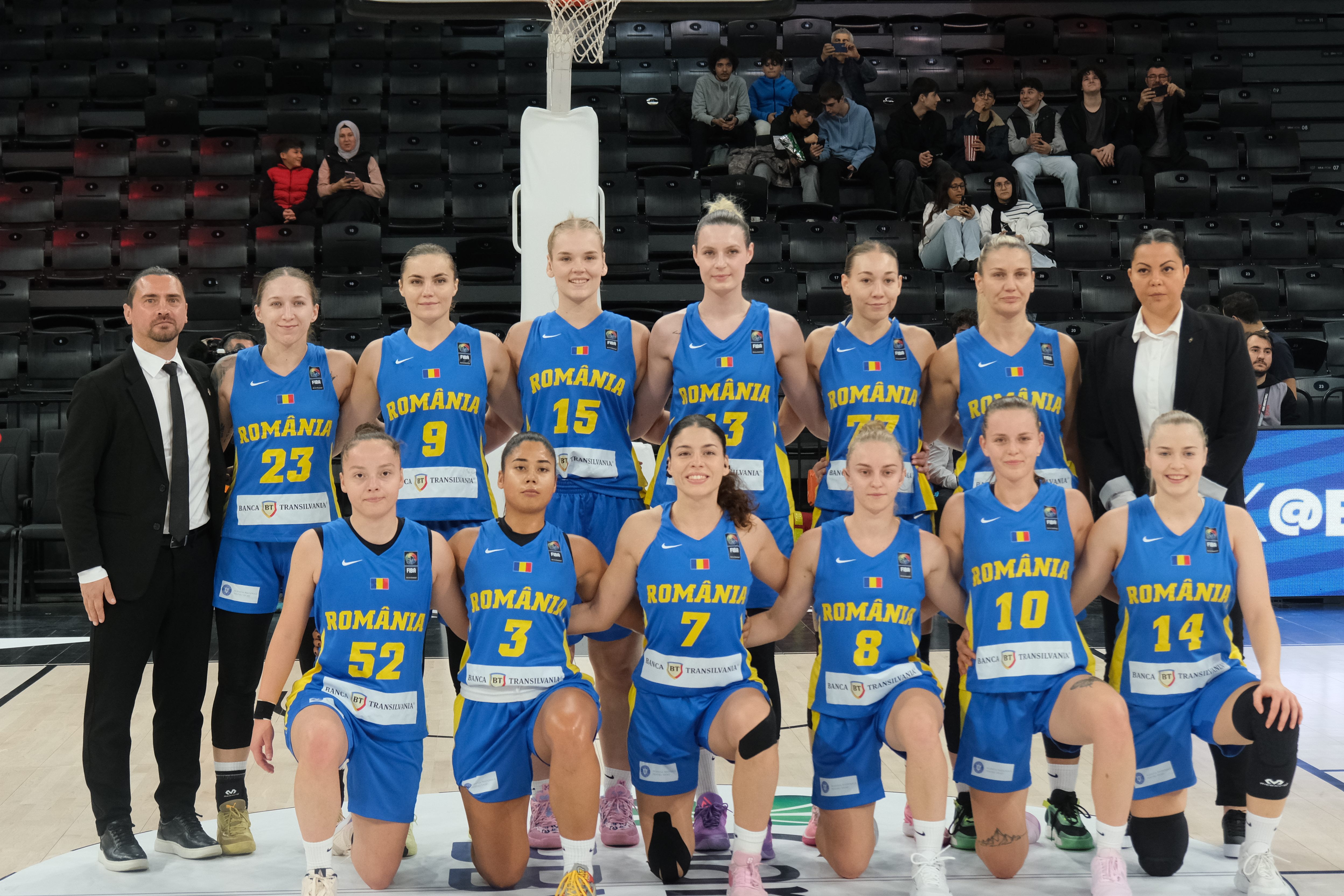
Selección femenina de Rumanía en los clasificatorios para el Eurobasket de 2025.

La Selección femenina de baloncesto de Rumanía es un equipo formado por jugadoras de nacionalidad rumana que representa a Rumanía en las competiciones internacionales organizadas por la Federación Internacional de Baloncesto (FIBA) o el Comité Olímpico Internacional (COI): los Juegos Olímpicos y Campeonato mundial de baloncesto especialmente.

## Resultados

### Juegos Olímpicos
| Baloncesto en los Juegos Olímpicos | Baloncesto en los Juegos Olímpicos | Baloncesto en los Juegos Olímpicos | Baloncesto en los Juegos Olímpicos | Baloncesto en los Juegos Olímpicos | Baloncesto en los Juegos Olímpicos |
| ---------------------------------- | ---------------------------------- | ---------------------------------- | ---------------------------------- | ---------------------------------- | ---------------------------------- |
| Montreal 1976:                     | No clasificó                       | Moscú 1980:                        | No clasificó                       | Los Ángeles 1984:                  | No clasificó                       |
| Seúl 1988:                         | No clasificó                       | Barcelona 1992:                    | No clasificó                       | Atlanta 1996:                      | No clasificó                       |
| Sídney 2000:                       | No clasificó                       | Atenas 2004:                       | No clasificó                       | Pekín 2008:                        | No clasificó                       |
| Londres 2012:                      | No clasificó                       | Río 2016:                          | No clasificó                       | Tokio 2020:                        | No clasificó                       |
| París 2024:                        | No clasificó                       |                                    |                                    |                                    |                                    |

### Mundiales
| Copa Mundial de Baloncesto Femenino | Copa Mundial de Baloncesto Femenino | Copa Mundial de Baloncesto Femenino | Copa Mundial de Baloncesto Femenino | Copa Mundial de Baloncesto Femenino | Copa Mundial de Baloncesto Femenino |
| ----------------------------------- | ----------------------------------- | ----------------------------------- | ----------------------------------- | ----------------------------------- | ----------------------------------- |
| 1953:                               | No clasificó                        | 1957:                               | No clasificó                        | 1959:                               | 6º                                  |
| 1964:                               | No clasificó                        | 1967:                               | No clasificó                        | 1971:                               | No clasificó                        |
| 1975:                               | No clasificó                        | 1979:                               | No clasificó                        | 1983:                               | No clasificó                        |
| 1986:                               | No clasificó                        | 1990:                               | No clasificó                        | 1994:                               | No clasificó                        |
| 1998:                               | No clasificó                        | 2002:                               | No clasificó                        | 2006:                               | No clasificó                        |
| 2010:                               | No clasificó                        | 2014:                               | No clasificó                        | 2018:                               | No clasificó                        |
| 2022:                               | No clasificó                        | 2026:                               |                                     |                                     |                                     |

### Eurobasket
| Campeonato Europeo de Baloncesto Femenino | Campeonato Europeo de Baloncesto Femenino | Campeonato Europeo de Baloncesto Femenino | Campeonato Europeo de Baloncesto Femenino | Campeonato Europeo de Baloncesto Femenino | Campeonato Europeo de Baloncesto Femenino |
| ----------------------------------------- | ----------------------------------------- | ----------------------------------------- | ----------------------------------------- | ----------------------------------------- | ----------------------------------------- |
| 1938:                                     | No clasificó                              | 1950:                                     | 7º'                                       | 1952:                                     | 10º                                       |
| 1954:                                     | No clasificó                              | 1956:                                     | 10º                                       | 1958:                                     | No clasificó                              |
| 1960:                                     | 6º'                                       | 1962:                                     | 4º                                        | 1964:                                     | 4º                                        |
| 1966:                                     | 4º                                        | 1968:                                     | 8º                                        | 1970:                                     | 8º                                        |
| 1972:                                     | 5º                                        | 1974:                                     | 6º                                        | 1976:                                     | 9º                                        |
| 1978:                                     | 8º                                        | 1980:                                     | 8º                                        | 1981:                                     | 8º                                        |
| 1983:                                     | 9º                                        | 1985:                                     | 9º                                        | 1987:                                     | 11º                                       |
| 1989:                                     | No clasificó                              | 1991:                                     | No clasificó                              | 1993:                                     | No clasificó                              |
| 1995:                                     | N'9º'                                     | 1997:                                     | No clasificó                              | 1999:                                     | No clasificó                              |
| 2001:                                     | 12º                                       | 2003:                                     | No clasificó                              | 2005:                                     | 12º                                       |
| 2007:                                     | 13º                                       | 2009:                                     | No clasificó                              | 2011:                                     | No clasificó                              |
| 2013:                                     | No clasificó                              | 2015:                                     | 19º                                       | 2017:                                     | No clasificó                              |
| 2019:                                     | No clasificó                              | 2021:                                     | No clasificó                              | 2023:                                     | No clasificó                              |
| 2025:                                     | No clasificó                              | 2027:                                     |                                           |                                           |                                           |